# Брег чежње
Брег чежње је југословенски  ТВ филм из 2002. године. Режирао га је Слободан Радовић а сценарио је написала Јелица Зупанц.

## Улоге
| Глумац                | Улога               |
| --------------------- | ------------------- |
| Даница Ристовски      | Аница Савић Ребац   |
| Душанка Стојановић    | Сесили, Ребека Вест |
| Бранка Пујић          | Вера                |
| Небојша Љубишић       | Хасан Ребац, муж    |
| Мелита Бихали         |                     |
| Љиљана Газдић         |                     |
| Милан Цаци Михаиловић | Милан Савић, отац   |
| Владислав Михаиловић  | Петар, студент      |
| Бранислав Платиша     |                     |
| Бошко Пулетић         |                     |
| Томислав Трифуновић   |                     |

## Радња
Ова драма посвећена је Аници Савић-Ребац, снажној фигури наше науке и уметности. Била је професор универзитета, докторирала на класичној филологији, песникиња, историчар идеја и преводилац са неколико мртвих и живих језика и ретка личност наше културе која је, уз свог нераздвојног животног сапутника Хасана Репца, и у животу и у раду остварила за нас данас недостижни хеленски принцип: јединство етичког, естетичког и интелектуалног.
Иако је превазилазила многе, у памети, знању, образовању, Аница Савић-Ребац дуго је морала да чека на место које јој припада, јер су њени савременици углавном били неми, глуви и равнодушни према свему што је казивала као песник, есејиста и научник, али веома радознали за њену приватност.